# (2757) Crisser
(2757) Crisser est un astéroïde de la ceinture principale.

## Description
(2757) Crisser est un astéroïde de la ceinture principale. Il fut découvert le 11 novembre 1977 à l'observatoire du Cerro El Roble par Sergio Barros. Il présente une orbite caractérisée par un demi-grand axe de 3,17 UA, une excentricité de 0,20 et une inclinaison de 0,7° par rapport à l'écliptique.

## Nom
Le nom Crisser est la moitié de Cristina, prénom de sa femme et la moitié de Sergio, prénom du découvreur.

## Compléments